# Stanford-le-Hope
Stanford-le-Hope è un paese di 6 630 abitanti della contea dell'Essex, in Inghilterra.